# 山ノ神のフジ

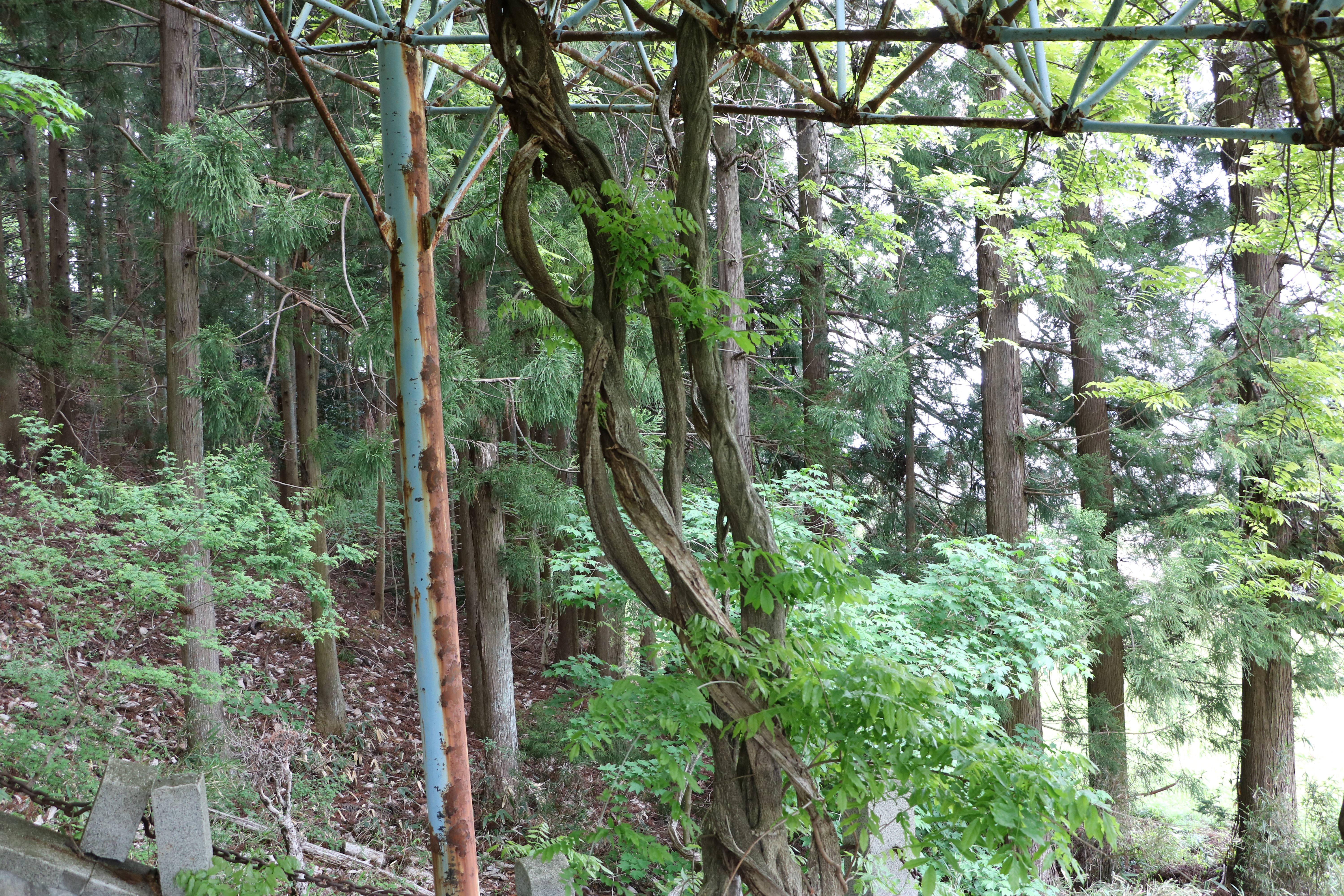
山ノ神のフジ。2021年5月7日撮影。

山ノ神のフジ（やまノかみのフジ）は、山梨県富士吉田市上暮地にある国の天然記念物に指定されたフジ（ノダフジ）の老木である。
日本国内に8件ある国の天然記念物に指定されたつる性樹木の1つである。山神社の境内に生育していることから「山ノ神のフジ」の名称がついており、1928年（昭和3年）1月31日に国の天然記念物に指定された。指定された当時は日本国内でも有数の大きさをもつフジであったが、台風の被害を受け樹勢が弱まり昔の面影はないと言われている。

## 解説

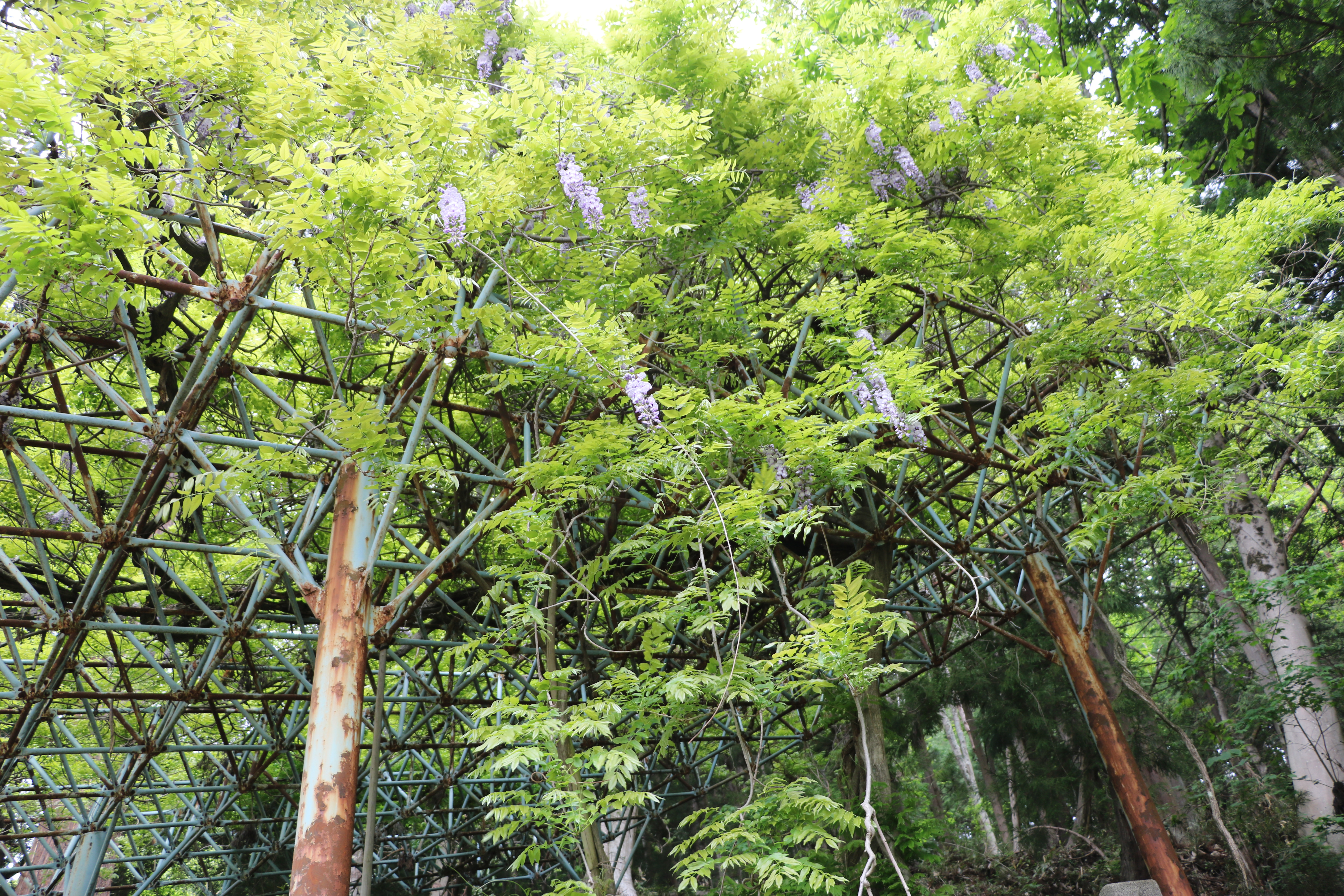
山ノ神のフジ。花ぶざは短い。2021年5月7日撮影。

山ノ神のフジは、山梨県富士吉田市北部の上暮地（かみくれち）地区に鎮座する山神社の境内に生育する2本のノダフジである。上暮地地区は富士吉田市の北隣の南都留郡西桂町との境界に近い同市の北端にあって、国の天然記念物に指定された1928年（昭和3年）の時点では、西桂町の前身である西桂村大字上暮地であり、今日所属する富士吉田市へは1960年（昭和35年）に編入された経緯がある。山ノ神のフジの生育する山神社は、御坂山地東部にある山梨百名山で日本二百名山の三つ峠南麓にあって、社殿のすぐ東を富士山麓電気鉄道富士急行線が通過している。
日本国内における野生のフジには、主に平地に広く見られるノダフジ Wisteria floribunda（大阪市の野田 (大阪市)に由来する）と、本州中部以西の山地に自生するヤマフジ Wisteria brachybotrysの2つがあり、いずれも観賞用として庭園などに植えられることがあるが、この2つはつるの巻き方が左右逆であり、また、品種により差があるものの、花序の長さもヤマフジは短いのに対してノダフジは長くなる傾向がある。国の天然記念物に指定された8件のつる性樹木のうち、フジ属の7件はすべて花序（花ぶさ）の長く垂れ下がるノダフジの系統である。
国の天然記念物に指定された山ノ神のフジは、山神社社殿北東の傾斜地にある株と、社殿北側にある株の2本であるが、指定された当時の1928年（昭和3年）頃には3本あって、同年に山梨県教育委員会によって刊行された『史蹟名勝天然記念物調査報告書第3輯』によれば、「その1本は最も巨大で根回り8尺3寸（約2.5メートル）、目通り幹囲6尺3寸（約1.9メートル）で、そばのイタヤカエデの大樹にまきついてさらに枝を広げて天然の藤棚をなしていた。花期には電車（富士山麓電気鉄道）から眺められ、その美しさは人々の目をうばった」と記されている。1958年（昭和33年）に発行された『植物文化財 天然記念物・植物』によれば「幹の北側に枯れ朽ちた部分がある」と記述されているが、この枯れ朽ちたとされる根等の痕跡も今日では消失している。
現存する2本のうち、社殿北東の傾斜地にある株はかつて根回りが3.1メートルもあって、隣接するスギに巻き付いて高さ約20メートルほどまで延びていたが、台風の被害によって樹勢が弱まってしまったため、今日みられるような鉄製の藤棚が1975年（昭和50年）に整備された。社殿北側の株は根回り2.5メートル、目通り幹囲2.2メール、根元から70センチのところで3本の枝に分かれ、8メートル上方へ延びた付近でイタヤカエデの大木に巻き付いている。
花房の長さは2つの株ともノダフジとしては短く、ほとんどの房（花序）が15センチほどに過ぎない。
正確な樹齢は明らかになっていないが相当の老木であり、また、本樹の希少性は老樹であるだけでなく、一般的にノダフジの巨木老木の多くは、人の手によって園芸的に植えられて成長したものであるのに対し、山ノ神のフジは自然に発生した野生のものであり、野生のノダフジがここまで大きく成長したという点において珍しいと言える。

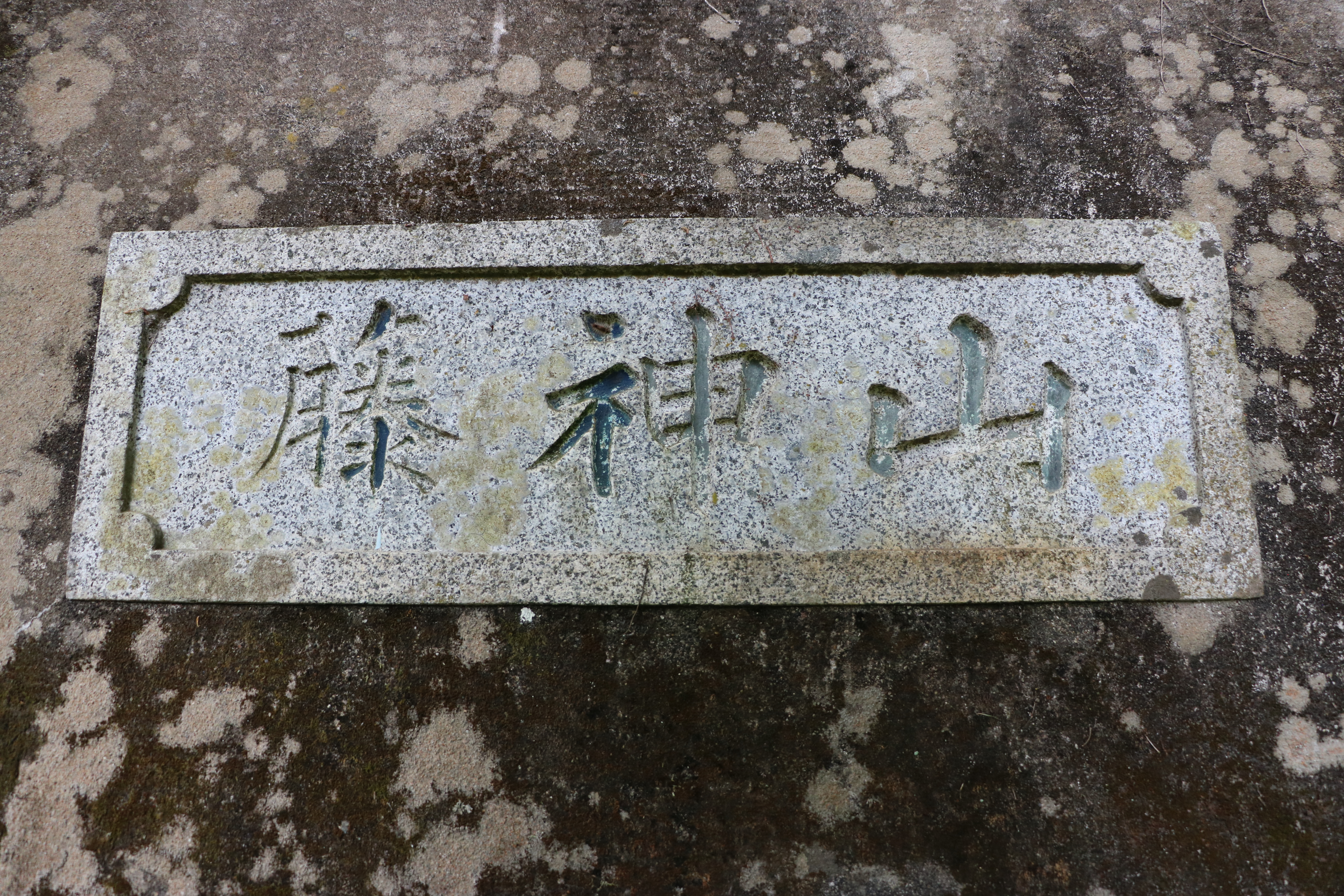
土台に埋め込まれた『山神藤』の扁額。
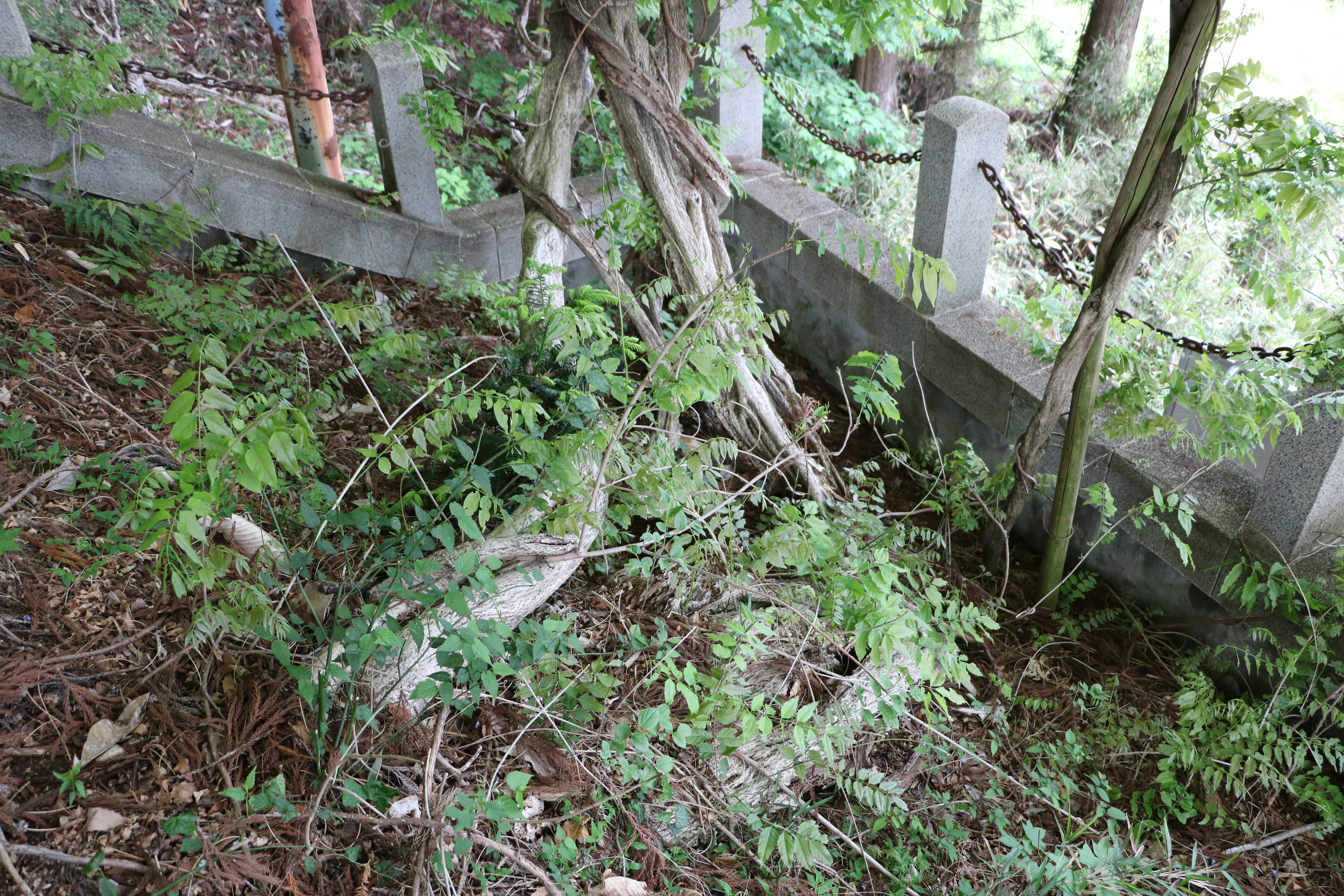
根回り。
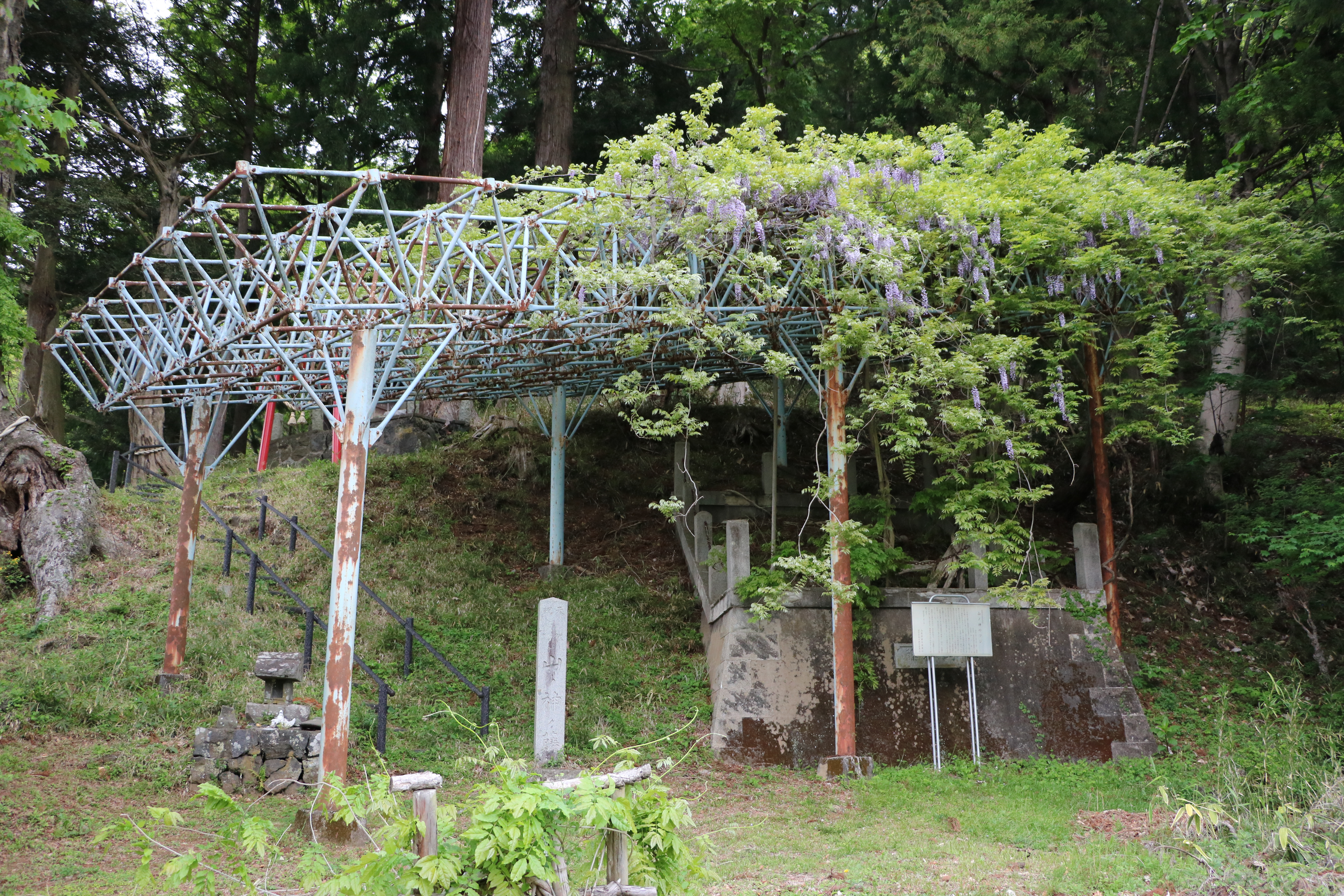
全景。

## 交通アクセス
所在地
- 山梨県富士吉田市上暮地2114[7]。

交通
- 富士山麓電気鉄道富士急行線寿駅より富士急バス 富士吉田市内循環バス「タウンスニーカー」上暮地・明見循環線バス乗車、白糸町バス停下車徒歩約5分。